# Фигероа, Омар
Омар Фигероа мл. (англ. Omar Figueroa Jr; род. 13 декабря 1989, Веслако, Техас, США) — американский боксёр-профессионал, выступающий в лёгкой, в первой полусредней и в полусредней весовых категориях. Среди профессионалов бывший чемпион мира по версии WBC (2013—2014) в лёгком весе.

## Профессиональная карьера
После любительской карьеры, в которой провёл 40 поединков, дебютировал в июне 2008 года на профессиональном ринге во второй лёгкой весовой категории.
6 января 2012 года после проведения 14 беспроигрышных боёв, победил нокаутом американца, Майкла Переса, и завоевал молодёжный титул интерконтинентального чемпиона мира по версии WBO.
20 апреля 2013 года нокаутировал в первом раунде пуэрториканца, Абнера Котто.
27 июля 2013 года Фигероа победил по очкам в зрелищном бою, японца, Нихито Аракаву, и завоевал титул временного чемпиона мира по версии WBC в лёгком весе.
26 апреля 2014 года в поединке за титул полноценного чемпиона мира по версии WBC, с трудом перебоксировал по очкам раздельным решением судей, американца Джерри Бельмонтеса.